# Pegia
Pegia (auch Pegeia oder Peyia, griechisch Πέγεια, türkisch Peya) ist eine Stadt und Gemeinde im Bezirk Paphos in der Republik Zypern. Bei der Volkszählung im Jahr 2021 hatte sie 6945 Einwohner.
Zu Pegeia gehört auch das Küstendorf Agios Georgios Pegeia sowie die Insel Yeronisos.

## Name
Über die Herkunft des Namens Pegeia gibt es verschiedene Versionen. Die vorherrschende Version besagt, dass der Ortsname auf das Mittelalter auf die fränkische oder venezianische Zeit zurückgeht. Dieser Version zufolge nannten die Venezianer während der venezianischen Besatzung den benachbarten Hafen B(a)eia. Auf Italienisch bedeutet B(a)eia „Golf“ bzw. „Bucht“. Aus diesem Wort entstand Pegia.

## Lage und Umgebung

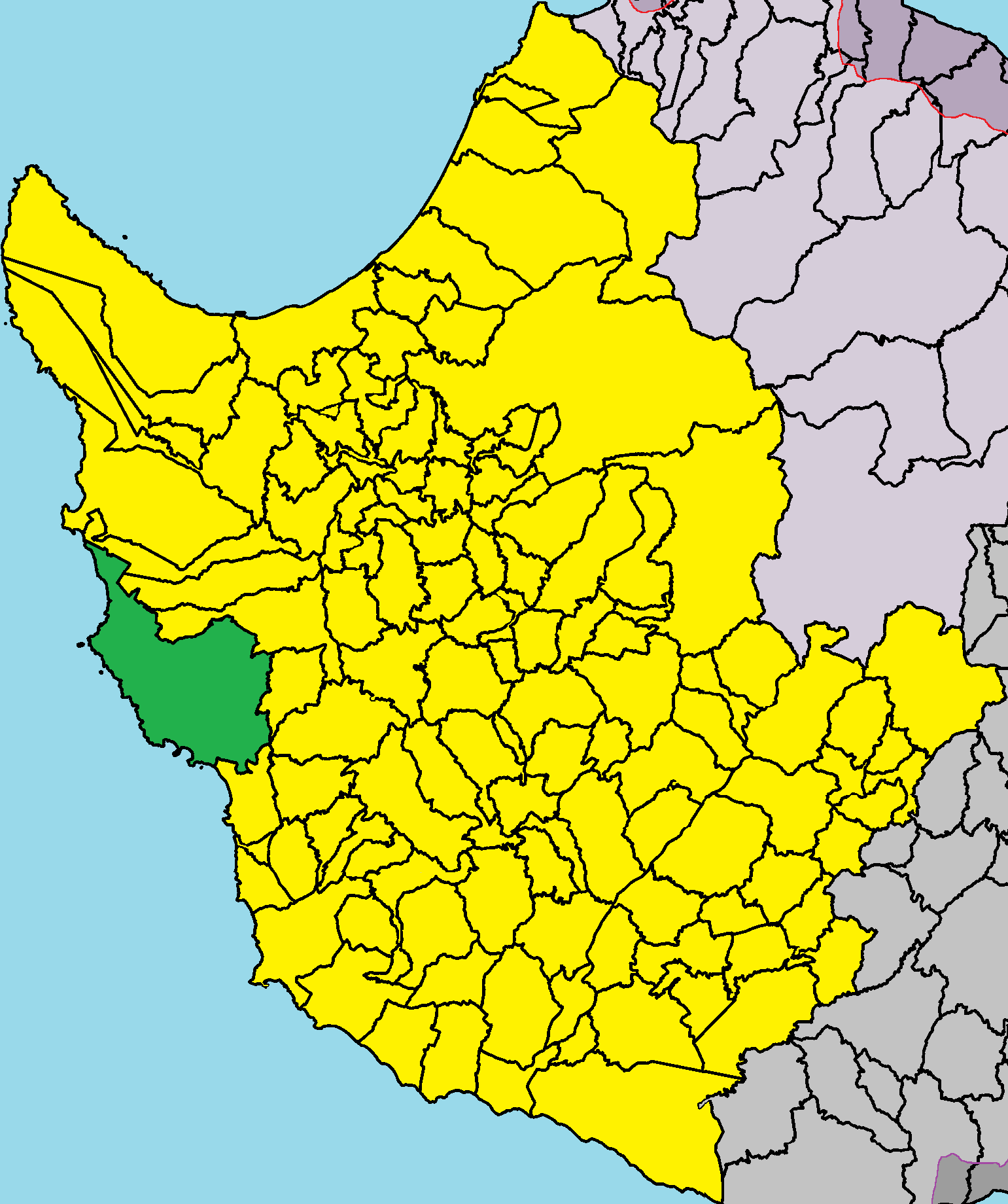
Lage im Bezirk Paphos

Pegia liegt im Westen der Mittelmeerinsel Zypern auf einer Höhe von etwa 210 Metern, etwa 18 Kilometer nordwestlich von Paphos, 80 Kilometer von Limassol und 160 Kilometer südwestlich von Nikosia. Es ist der letzte Ort vor dem unbesiedelten Naturschutzgebiet auf der Akamas-Halbinsel. Nördlich des Gemeindegebietes liegt unter anderem die Avakas-Schlucht. Das 50,641 Quadratkilometer große Dorf grenzt im Süden an Kissonerga, im Osten an Akoursos, Kathikas und Pano Arodes und im Norden an Kato Arodes. Der westliche Teil des Verwaltungsgebiets liegt an der Küste. Das Dorf kann über die Straße E701 erreicht werden.
In seinem Gebiet wachsen Bananenstauden, Weinreben, Zitrusfrüchte, Avocados, Johannisbrotbäume, Oliven, einige Walnüsse und Mandeln, Getreide, Hülsenfrüchte, Erdnüsse und verschiedene Gemüsesorten angebaut, darunter vor allem Kartoffeln, Wassermelonen, Zwiebeln, Tomaten, Gurken und Artischocken. Geologisch betrachtet gibt es im Verwaltungsgebiet eine große Vielfalt an Ablagerungen, darunter Terrassenschwemme, glaziale Kalke der Terra-Formation, Synagma (sandiger/kiesiger Sand), Tone der Moni-Formation, Ablagerungen von die Pachnas-Formation (abwechselnde Schichten aus Kreiden, Mergel und Sandsteine), Ablagerungen der Lefkara-Formation (Kreiden, Mergel und Keratolithe), Serpentinite, Ablagerungen der Mamonia-Formation und neuere alluviale Ablagerungen des Holozäns.

### Klima
Pegia zeichnet sich durch ein mediterranes Klima mit heißen, trockenen Sommern und milden, feuchten Wintern aus. Die wärmsten Monate sind Juli und August mit durchschnittlichen Höchsttemperaturen von etwa 29 °C, während die kältesten Monate Januar und Februar durchschnittliche Höchstwerte um 14 °C aufweisen. Die Niederschläge konzentrieren sich hauptsächlich auf die Wintermonate, insbesondere Januar und Dezember, während die Sommermonate, insbesondere Juli und August, nahezu niederschlagsfrei sind. Die durchschnittliche jährliche Niederschlagsmenge beträgt etwa 581 Millimeter.
|                        | Jan  | Feb  | Mär  | Apr  | Mai  | Jun  | Jul  | Aug  | Sep  | Okt  | Nov  | Dez  |   |      |
| Mittl. Temperatur (°C) | 11,8 | 12,1 | 13,8 | 16,1 | 19,7 | 23,3 | 26,1 | 26,4 | 24,3 | 21,2 | 17,4 | 13,7 | ⌀ | 18,9 |
| Mittl. Tagesmax. (°C)  | 13,6 | 14,2 | 16   | 18,5 | 22,1 | 25,8 | 28,8 | 29,1 | 26,8 | 23,7 | 19,8 | 15,7 | ⌀ | 21,2 |
| Mittl. Tagesmin. (°C)  | 9,8  | 9,9  | 11,4 | 13,5 | 16,9 | 20,4 | 23   | 23,6 | 21,8 | 19   | 15,2 | 11,7 | ⌀ | 16,4 |
|                        |      |      |      |      |      |      |      |      |      |      |      |      |   |      |
| Niederschlag (mm)      | 119  | 92   | 62   | 39   | 24   | 6    | 1    | 2    | 11   | 35   | 66   | 124  | Σ | 581  |
|                        |      |      |      |      |      |      |      |      |      |      |      |      |   |      |
| Sonnenstunden (h/d)    | 6    | 7    | 9    | 10   | 11   | 12   | 12   | 11   | 10   | 9    | 8    | 7    | ⌀ | 9,3  |
|                        |      |      |      |      |      |      |      |      |      |      |      |      |   |      |
| Regentage (d)          | 10   | 8    | 7    | 5    | 4    | 2    | 0    | 1    | 2    | 4    | 5    | 9    | Σ | 57   |
|                        |      |      |      |      |      |      |      |      |      |      |      |      |   |      |
| Luftfeuchtigkeit (%)   | 70   | 70   | 69   | 72   | 72   | 71   | 72   | 74   | 72   | 70   | 67   | 70   | ⌀ | 70,8 |

| 9,8 |

| 9,9 |

| 11,4 |

| 13,5 |

| 16,9 |

| 20,4 |

| 23 |

| 23,6 |

| 21,8 |

| 19 |

| 15,2 |

| 11,7 |

| 9,8 |

| 9,9 |

| 11,4 |

| 13,5 |

| 16,9 |

| 20,4 |

| 23 |

| 23,6 |

| 21,8 |

| 19 |

| 15,2 |

| 11,7 |

| N i e d e r s c h l a g | 119 | 92  | 62  | 39  | 24  | 6   | 1   | 2   | 11  | 35  | 66  | 124 |
|                         | Jan | Feb | Mär | Apr | Mai | Jun | Jul | Aug | Sep | Okt | Nov | Dez |

## Geschichte
Das Gemeindegebiet Pegias ist seit der Kupfersteinzeit (4000 v. Chr.) besiedelt. Dort wo sich Pegia heute befindet, befand sich das alte Akamantida und weitere Siedlungen, wie Maa-Palaiokastro. An der Küste von Pegia kamen Schiffe der Achäer an, die eine Kolonie gründeten. Eine andere archäologische Stätte befindet sich im Gebiet von Agios Georgios und auf der kleinen Insel Yeronisos. In diesem Gebiet gab es eine antike Siedlung sowie eine Siedlung aus der frühen byzantinischen Zeit.
Während der hellenistischen, römischen und frühbyzantinischen Zeit florierte vermutlich eine kleine Stadt, die während der Zeit der arabischen Invasionen (7.–10. Jahrhundert n. Chr.) zerstört und verlassen wurde. Die Bewohner zogen ins Landesinnere und gründeten möglicherweise Pegia als Nachfolger der kleinen Stadt in Agios Georgios.
Im Jahre 1994 wurde es zur Gemeinde erklärt.

### Schiffbruch der Edro III

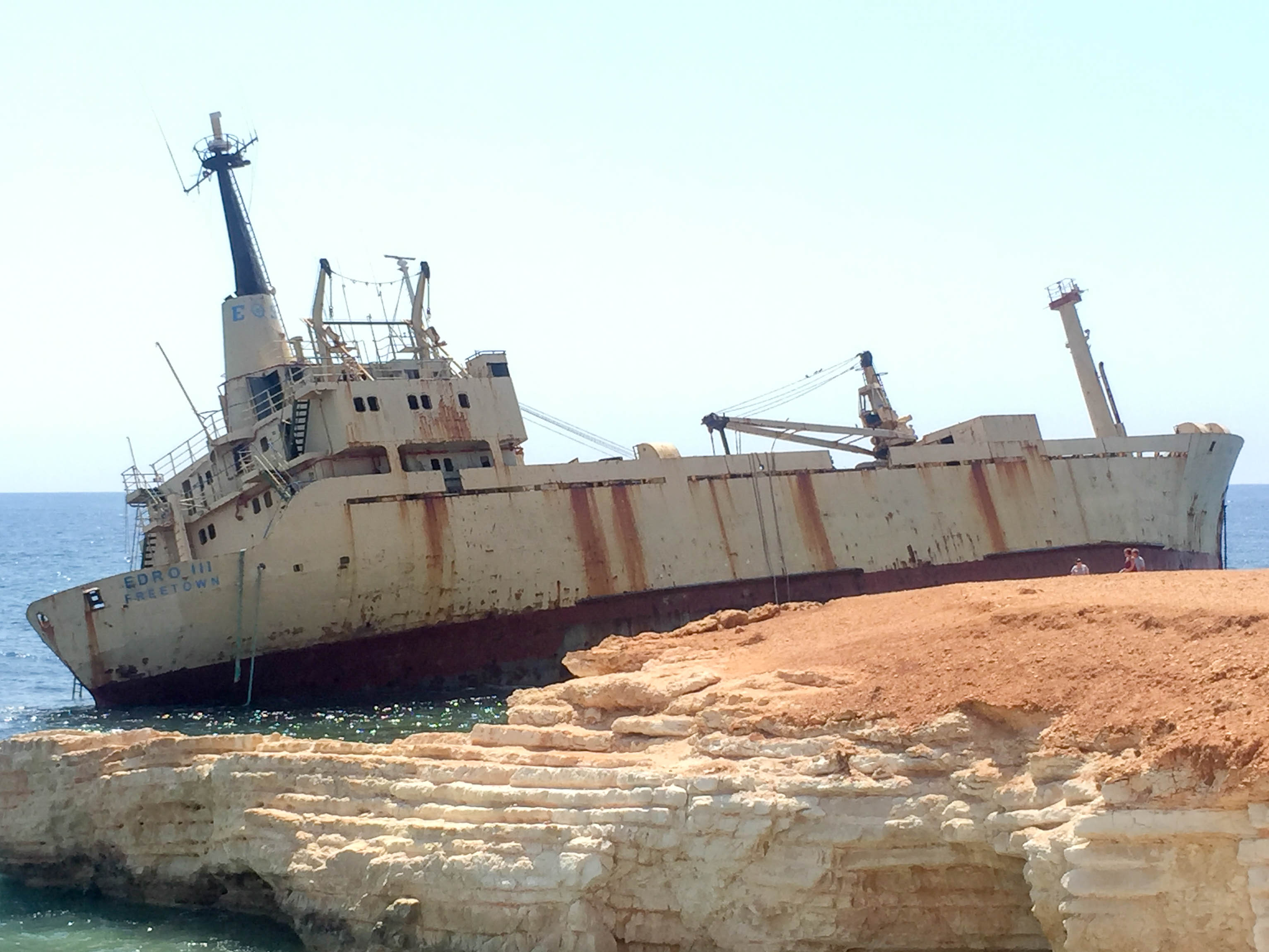
Die Edro III im Jahr 2017

In der Nacht des 7. Oktobers 2011 verließ das Schiff Edro III den Hafen von Limassol in Richtung Rhodos. Vor Paphos kollidierte es mit einem Felsen, woraufhin es am Morgen des 8. Dezember in der Nähe von Pegia strandete.

### Bevölkerungsentwicklung
Die folgende Tabelle zeigt die Bevölkerung des Dorfes, wie sie in den in Zypern durchgeführten Volkszählungen erfasst wurde.
| Jahr      | 1881 | 1891 | 1901 | 1911 | 1921 | 1931 | 1946 | 1960 | 1976 | 1982 | 1992 | 2001 | 2011 | 2021 |
| Einwohner | 799  | 899  | 919  | 1041 | 1110 | 1128 | 1409 | 1401 | 1201 | 1195 | 1551 | 2362 | 3953 | 6945 |

## Bürgermeister
Bürgermeister von Pegia waren:
- Dimitris Kappetzis (1994–2006)
- Neophytos Akoursiotis (2007–2016)
- Marinos Lambrou (seit 2017)

## Sehenswürdigkeiten
Pegia ist für seine Seehöhlen bekannt.

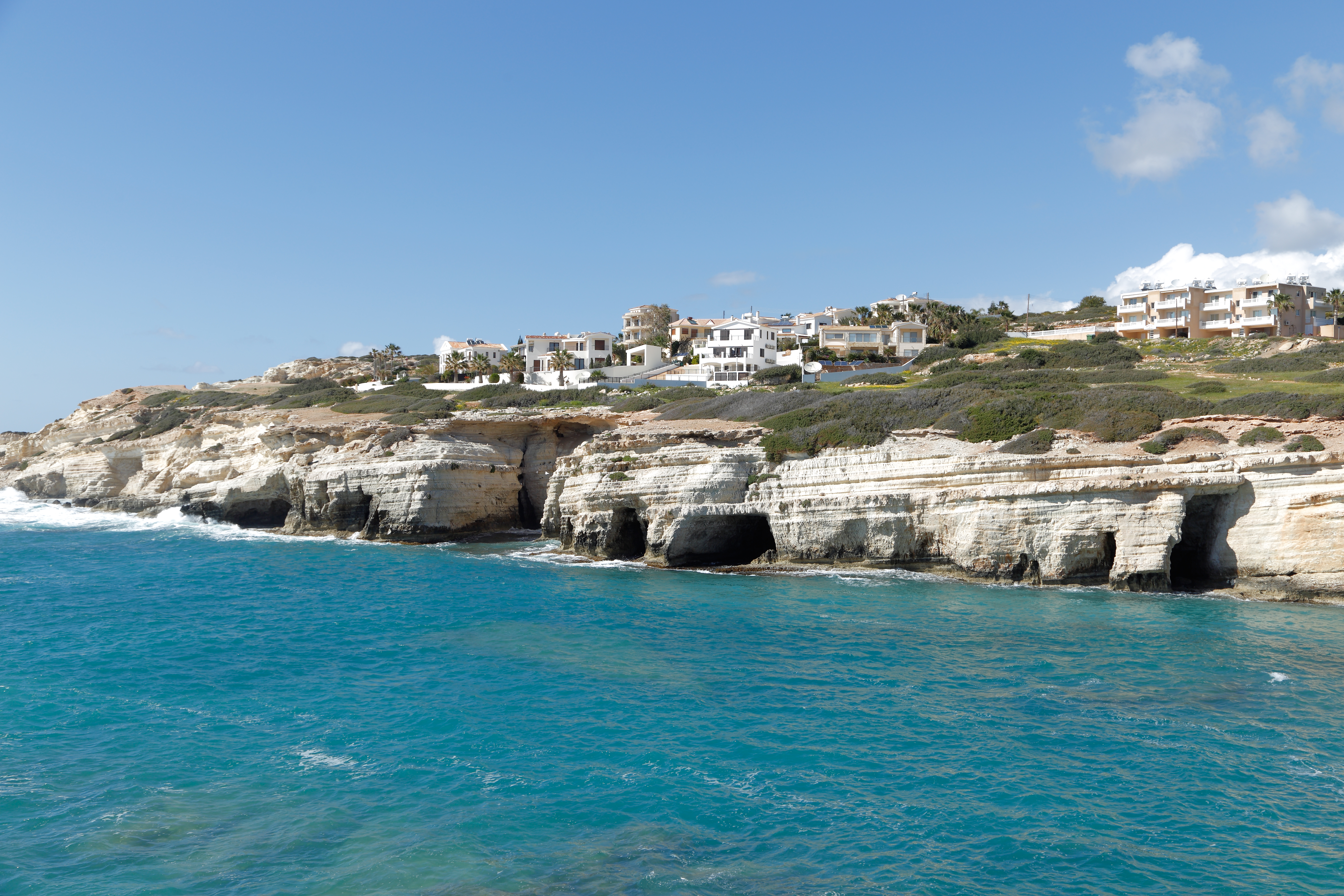
Seehöhlen bei Pegia
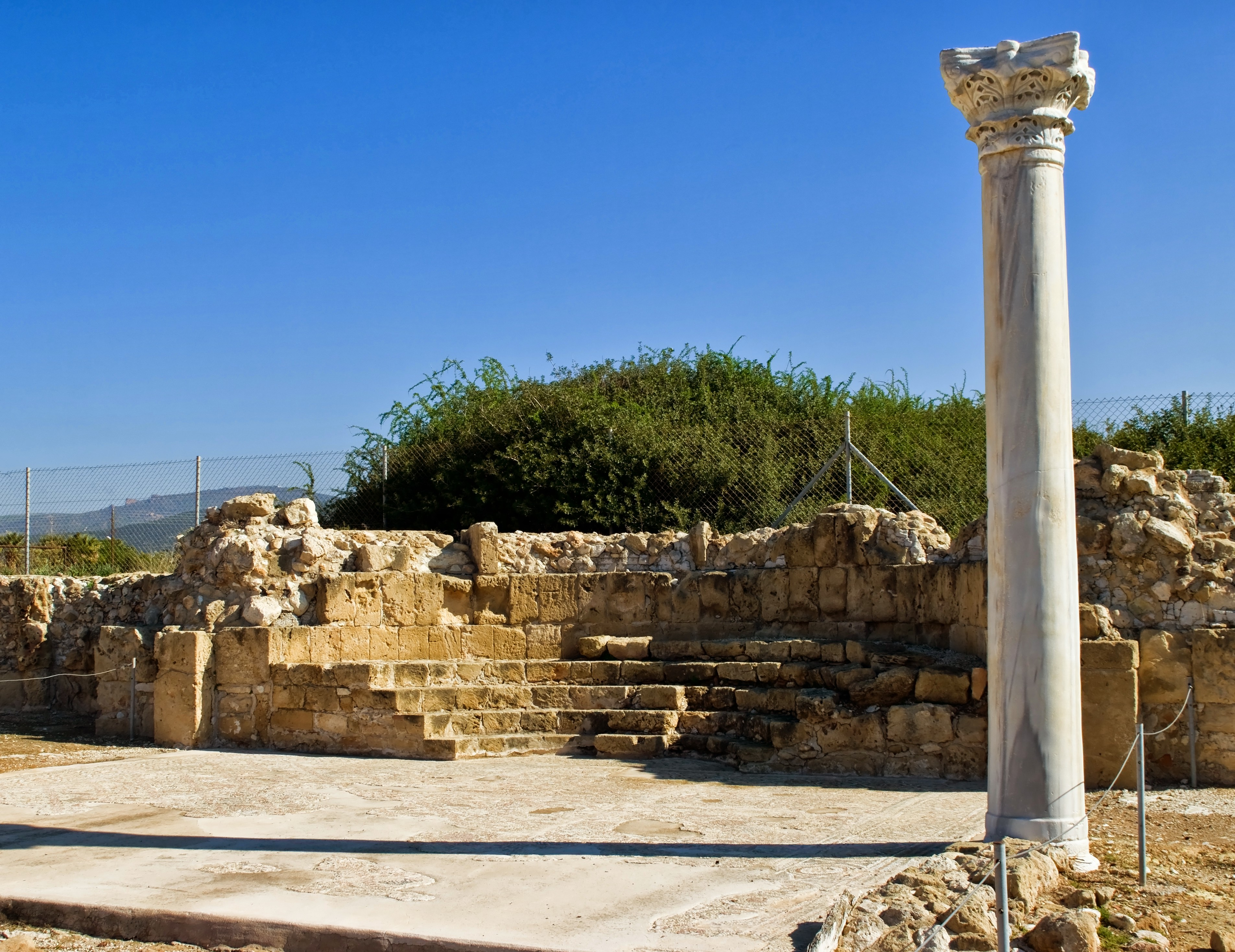
Ausgrabungsstätte bei Agios Georgios Pegia
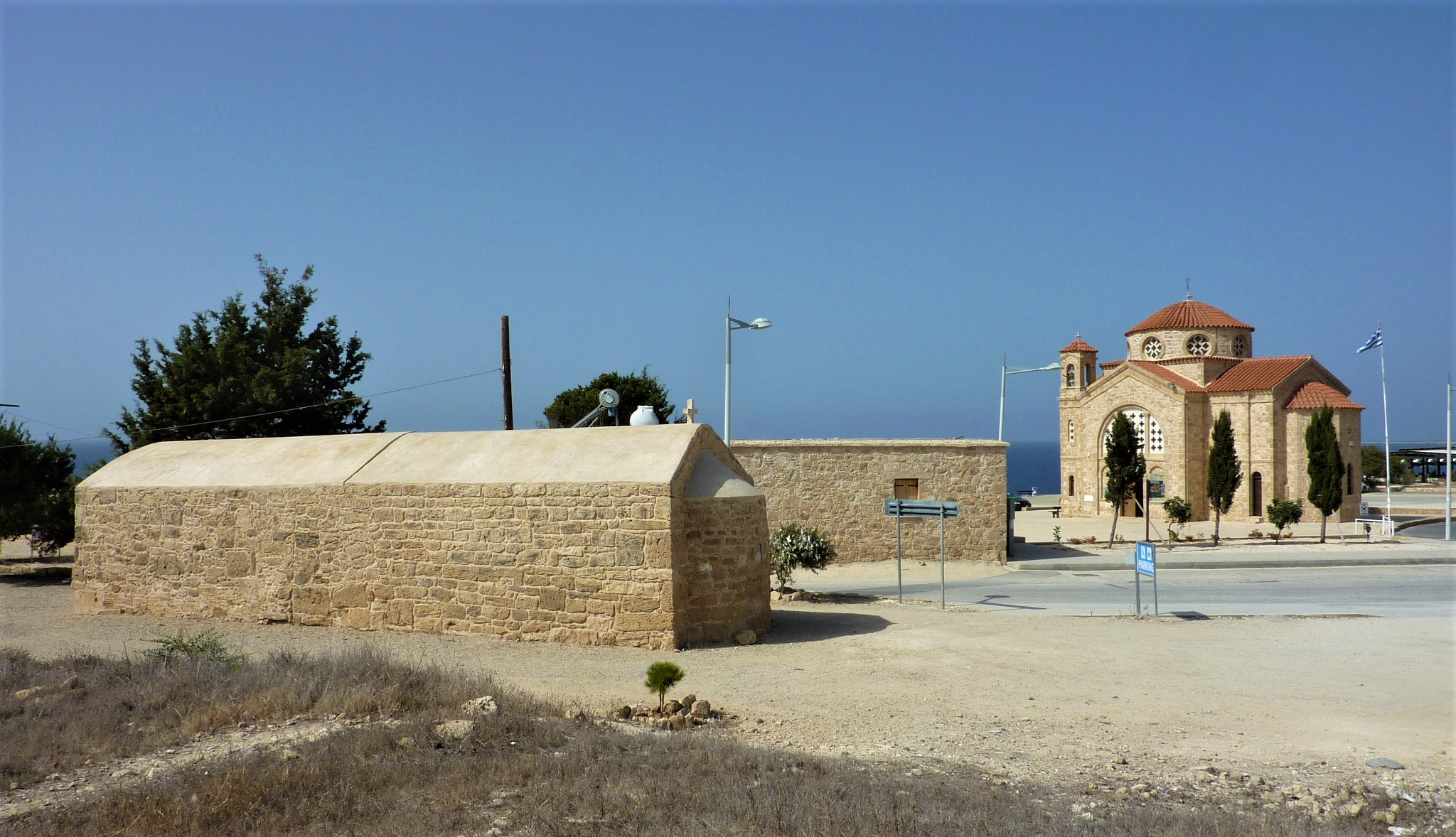
Byzantinische und moderne Kirche

## Sport
In Pegia befindet sich das 3828 Plätze fassende Peyia Municipal Stadium, es war von 2003 bis 2012 Heimspielstätte von APOP Kinyras Peyias, zwischenzeitlichen Erstligisten und zyprischen Pokalsieger. Nach der Auflösung von APOP Kinyras Peyias 2012 ist in der Stadt seit 2014 der Verein Peyia 2014 ansässig, der seine Spiele ebenfalls im Stadion bestreitet.
In der Stadt fanden auch Fußball-Länderspiele statt, unter anderem von der zyprischen Fußballnationalmannschaft der Frauen oder von der Liechtensteiner Fußballnationalmannschaft.